# Gerhard Andreas Müller
Gerhard Andreas Müller (* 23. Februar 1718 in Ulm, lt. anderer Quelle in Weimar; † 26. Februar 1762 in Gießen) war ein deutscher Physiker, Chirurg, Botaniker, erster Professor der Medicin in Giessen und Mitglied der Gelehrtengesellschaft „Leopoldina.“

## Leben
Gerhard Andreas Müller studierte Medizin und Naturwissenschaft in Tübingen und später Straßburg. Er reiste dann nach Homburg, um sich durch den praktischen Unterricht des dortigen Leibarztes zu vervollkommnen. Er promovierte im Jahr 1740 gemeinsam mit Gottlob August Jenichen an der Universität Giessen. Die Arbeit trug den Titel „Observationes selectae de Columbaris.“ Er wurde Garnisonsarzt und später Rath des Herzogs von Sachsen-Weimar, Inspector der Weimarischen Bibliothek sowie erster Professor der Medicin in Giessen. Er beschäftigte sich mit Physik, Botanik, der Artzneigelehrtheit, dem Bibliothekswesen und wurde auch als Übersetzer tätig. Am 16. August 1755 wurde er in die „Leopoldina“ aufgenommen. Er trug den Beinamen ANAXIMENOS II. (Matrikel-Nr. 596)

## Werke
- Gerhard Andreä Müllers Med. Lic. und Hoch-Fürstl. Sächs. Garnisons-Medici Vermischte Gedanken über allerhand zur Naturlehre, Artzneykunst und überhaupt Litteratur gehörigen Materialien, mit Beiträgen von Friedrich Schönemann, Cuno Jena 1745.
- Schreiben an einen guten Freund von der Ursache und von dem Nutzen der Electricität, als ein Anhang der wahren Ursache vom Neutons Allgemeiner Schwehre, wie auch der bewegenden Kräffte der Cörper, Beiträger Marcello Palingènio Stellato, Hoffmann Weimar 1746.